# Ганс Міхаеллес
Ганс Міхаеллес (нім. Hans Michahelles; 18 травня 1899, Нюрнберг — 14 червня 1975, Гамбург) — німецький військово-морський діяч, контрадмірал крігсмаріне (1 жовтня 1944). Кавалер Лицарського хреста Залізного хреста.

## Біографія
10 квітня 1917 року вступив добровольцем на флот. Пройшов підготовку у військово-морському училищі в Фленсбурзі-Мюрвіку (1917) і на борту важкого крейсера «Фрейя». З вересня 1917 року служив на лінійному кораблі «Баден». У червні 1918 року звільнений від служби.
В січні 1921 року повернувся на флот. З 1 жовтня 1923 року — вахтовий офіцер на лінійному кораблі «Ганновер», з 1 квітня 1924 року — офіцер з бойової підготовки на крейсері «Берлін». З 23 березня 1926 року — командир тендера Т-154, з 23 вересня 1926 року — вахтовий офіцер 1-ї флотилії міноносців. 1 жовтня 1928 року переведений у військово-морське училище в Мюрвіку начальником групи. З 9 квітня 1929 року — співробітник загороджувального випробувального командування, з 24 вересня 1929 року — радник торпедного випробувального інституту в Еккерн-фіорді. З 29 вересня 1931 року — командир міноносця «Ільтіс», з 6 лютого 1932 року — «Вольф». З 4 жовтня 1933 року — радник торпедної інспекції, брав участь в розробці і прийнятті торпедного озброєння. 2 червня 1937 року призначений навігаційним офіцером на лінійний корабель «Шлезвіг-Гольштейн».
З 6 травня 1938 року — радник, потім старший радник Відділу морської оборони ОКМ. З 28 серпня 1943 року — комендант берегових укріплень Гасконі, одночасно з 29 вересня 1944 року — комендант фортеці Жиронда-Південь, з 9 жовтня 1944 року — Жиронда-Північ. Незважаючи на брак особового складу та озброєнь, керував організацією оборони проти військ союзників. 17 квітня 1945 року взятий в полон французькими військами. 2 серпня 1950 року звільнений.

## Нагороди
- Орден Заслуг (Чилі), лицарський хрест (10 грудня 1925)
- Почесний хрест ветерана війни з мечами (7 листопада 1934)
- Медаль «За вислугу років у Вермахті» 4-го, 3-го і 2-го класу (18 років; 2 жовтня 1936)
- Хрест Воєнних заслуг 2-го і 1-го класу з мечами
- Орден «Святий Олександр», лицарський хрест з мечами на кільці (Третє Болгарське царство; 20 квітня 1942)
- Орден «За військові заслуги» (Болгарія), командорський хрест з військовою відзнакою
- Залізний хрест 2-го і 1-го класу
- Нагрудний знак морської артилерії
- Лицарський хрест Залізного хреста (30 квітня 1945)